# Jenny Haddon
Jenny Haddon (Londres, Inglaterra) es una miembro británica del comité de la Asociación de Novelistas Románticos del Reino Unido, y desde 2005 es la presidenta. También es una popular escritora de más de 45 novelas románticas para Mills & Boon desde 1975 bajo el seudónimo de Sophie Weston.

## Biografía
Nació en Londres, Inglaterra. Estudió Lengua y Literatura Inglesa en la universidad. Trabajó como consultora en el Banco de Inglaterra. 
Ha publicado novelas románticas desde 1975 bajo el seudónimo de Sophie Weston. Ella es una miembro activa del Comité de la Asociación de Novelistas Románticos, y desde 2005 es la presidenta. 
Haddon vive en su casa con tres gatos y cerca de un millón de libros.
El martes 6 de mayo de 2008, la policía irrumpió en la casa de Jenny Haddon mientras ella estaba con el fin de obtener acceso a un pistolero armado en una calle adyacente.

### Novelas
- Beware the Huntsman (1975)
- Goblin Court (1976)
- Wife to Charles (1977)
- Unexpected Hazard (1978)
- An Undefended City (1979)
- Tomorrow Starts at Midnight (1980)
- Loving Persuader (1982)
- No Man's Possession (1985)
- Executive Lady (1985)
- A Stranger's Touch (1985)
- Like Enemies (1986)
- Shadow Princess (1986)
- Yesterday's Mirror (1986)
- Beyond Ransom (1986)
- Challenge (1987)
- A Matter of Feeling (1989)
- Gypsy in the Night (1991)
- No Provocation (1992)
- Habit of Command (1992)
- Dance with Me (1992)
- Deceptive Passion (1993)
- Triumph of the Dawn (1994)
- Ice at Heart (1994)
- Saving the Devil (1994)
- The Wedding Effect (1995)
- Deception (1996)
- Avoiding Mr.Right (1996)
- The Innocent and the Playboy (1997)
- Catching Katie (1998)
- The Latin Affair (1999)
- The Sheikh's Bride (2000)
- More Than a Millionaire (2001)
- The Englishman's Bride (2001)
- The Prince's Proposal (2002)
- The Bedroom Assignment (2002)
- In the Arms of the Sheikh (2005)
- The Cinderella Factor (2006)

### Serie Multi-autor The Nothing Hill Grooms
3. The Millionaire Affair (1999)

### Serie Multi-autor Bride Doll
- Midnight Wedding (2000)

### Serie The Carew Stepsisters
1. The Millionaire's Daughter (2001)
2. The Bridesmaid's Secret (2001)

### Trilogía The Wedding Challenge
1. The Independent Bride (2003)
2. The Accidental Mistress (2003)
3. The Duke's Proposal (2004)

### Antología en colaboración
- Sycamore Song / Autumn Concerto / Beware the Huntsman (1980) (con Elizabeth Hunter y Rebecca Stratton)
- Once Bitten, Twice Shy / Love's Sting / The Wedding Effect (1996) (con Catherine Spencer)
- Desert Desires (2002) (con Barbara McMahon)
- Hot Latin Lovers (2003) (con Sara Craven y Michelle Reid)